# Kilmington (Wiltshire)
Kilmington è un villaggio e una parrocchia civile che si trova a circa 13 km a sud-ovest di Warminster nella contea del Wiltshire nel Sud Ovest dell'Inghilterra, Regno Unito. 

## Geografia

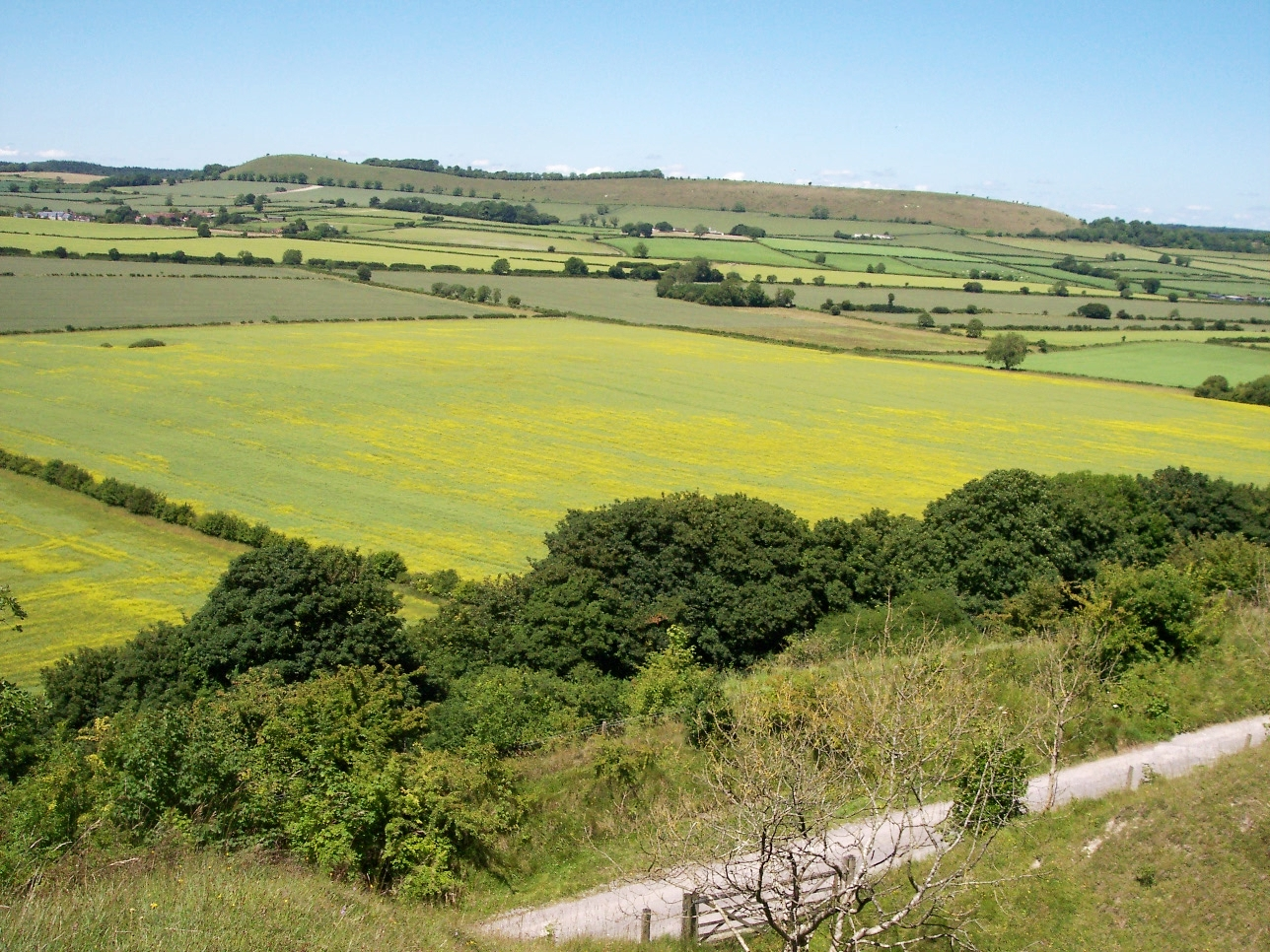
Il Long Knoll

Il territorio della parrocchia civile di Kilmington occupa una superficie di 11.64 km² con un livello medio sul mare di circa 213 metri. La parrocchia civile si trova al confine settentrionale dell'antica foresta di Selwood. La collina Whitesheet si trova a sud-est e Long Knoll, che arriva a 288 metri sul livello del mare, è una lunga cresta sul confine settentrionale. Fino al 1896 Kilmington, quando il territorio apparteneva al Somerset, il Long Knoll costituiva il confine tra le due contee.  Gran parte della parrocchia si trova su Boyne Hollow Chert ed è costituita da sabbie verdi, mentre sia il Long Knoll che la Whitesheet sono costituite da rocce gessose. Il fiume Wylye nasce nel territorio e scorre verso ovest. A est si trova Kingsettle Hill, sul confine della contea.

## Storia
Ci sono evidenze di insediamenti preistorici in tutta l'area e all'interno della parrocchia civile si trovano un tumulo dell'età del bronzo presso il castello di Jack Straw e un accampamento neolitico sulla collina di White Sheet. Quest'ultimo è un accampamento con una strada rialzata, un singolo bastione e un fossato esterno con accessi per ameno una ventina di strade rialzate. Si pensa che questi sentieri, chiamati Long Lane e White Sheet Lane, possano risalire a quell'epoca. Questa costituiva la via principale per attraversare la foresta di Selwood ed è descritta da Edward Thomas nel suo The Icknield Way. Ci sono tracce di insediamenti romano-britannici nel villaggio di Norton Ferris e sono state trovate monete romane su Long Knoll. I romani avrebbero trasportato il piombo dalle Mendip attraverso quest'area. Ci furono certamente anche insediamenti in epoca sassone, poiché il nome Kilmington deriva dal sassone e significa Fattoria di Cynehelm. All'epoca del Domesday Book, nel 1086, ci vivevano circa 30 persone, quattro delle quali possedevano una discreta quantità di terra e tre famiglie di piccoli proprietari terrieri. Dai documenti del periodo è possibile risalire al bestiame in loro possesso poiché è stato registrato. Possedevano 14 bovini, 15 maiali e 137 pecore. La tenuta era stata donata dal re all'abbazia di Shaftesbury, per il sostentamento di sua figlia, che vi era monaca. Nel 1298 il maniero di Norton era di proprietà di John de Ferrars. La sua famiglia lo tenne fino al 1541, quando fu venduto a Lord Stourton che gli diede il proprio nome, diventando Norton Ferris.
All'inizio del XV secolo i minatori cercavano piombo o stagno vicino a Yarnfield ma sembra senza successo. Nel 1543 il feudo di Kilmington entrò tra i possedimenti di Lord Stourton William ma in breve passò al suo maggiordomo William Hartgill che sembra essere stato molto fidato poiché amministrò le proprietà di Lord Stourton quando quest'ultimo era coinvolto nella spedizione di Enrico VIII in Francia. Nel 1548 a Lord Stourton successe il figlio Charles che andò a trovare la madre vedova, che viveva con gli Hartgill, e chiese una grande quantità di denaro, ma William prese le sue difese e rifiutò. La domenica successiva Stourton si recò alla chiesa di Kilmington con un gran numero di uomini armati di archi e fucili e spinse William Hartgill, sua moglie e alcuni servi nel campanile della chiesa. John Hartgill, il loro figlio, scacciò temporaneamente gli uomini di Stourton, usando arco lungo, balestra e fucile, e suo padre gli ordinò di recarsi a corte. Gli Hartgill rimasero assediati nel campanile della chiesa fino al mercoledì successivo quando John Hartgill tornò con l'Alto Sceriffo del Somerset. Lord Stourton fu rinchiuso nella prigione di Fleet per un breve periodo, ma continuò a molestare gli Hartgill durante tutto il regno del re Edoardo VI.
Con l'ascesa al trono della regina Maria I gli Hartgill chiesero il risarcimento dei beni rubati e Lord Stourton, convocato a corte a Basing, promise di restituire tutto. Tuttavia quando gli Hartgill si recarono a casa di Stourton, nel 1555, furono aggrediti e John fu dato per morto. La questione fu deferita alla Camera Stellata e Stourton fu temporaneamente rilasciato dietro pagamento di una cauzione di 2.000 sterline per tornare nel Wiltshire e restituire agli Hartgill il denaro che doveva loro. Tornò poco prima di Natale del 1555 e fece sapere agli Hartgill che era pronto a restituirli. Naturalmente questi erano timorosi di incontrarlo, ma alla fine accettarono l'incontro nella chiesa di Kilmington l'11 gennaio 1556. Stourton arrivò con circa 60 tra servitori e sostenitori e inizialmente gli Hartgill si rifiutarono di lasciare la chiesa. Tuttavia vennero ingannati e, dopo aver ottenuto il denaro che era loro dovuto, vennero catturati e il denaro fu loro sottratto. Gli Hartgill vennero legati e portati via, mentre Stourton forse uccise la moglie di John Hartgill. Dopo essere stati trasferiti in vari luoghi, gli Hartgill furono infine assassinati da quattro servi di Stourton e sepolti in una cantina sotto la sua casa. I corpi furono in seguito riesumati da Sir Anthony Hungerford e Stourton coi suoi uomini furono rinchiusi nella Torre di Londra per gli omicidi commessi. Il 26 febbraio furono condannati all'impiccagione e il 6 marzo vennero giustiziati nella piazza del Mercato di Salisbury. Stourton fu sepolto nella cattedrale di Salisbury. Il fatto che fosse stato impiccato invece di essere decapitato, come era normale per il suo rango, dimostrava la repulsione che le sue azioni avevano suscitato. Parte della famiglia Hartgill sopravvisse a Kilmington fino a buona parte del XVIII secolo e nel 1763 Ferdinando Hartgill vendette il maniero a Henry Hoare.
Fino al 1896 Kilmington apparteneva al Somerset e il Long Knoll costituiva il confine tra le due contee. Nel 1766 sul confine della contea venne costruita la Alfred's Tower, alta 46 metri, per commemorare la vittoria di re Alfredo il Grande sui danesi nella battaglia di Ethandun. Forse l'evento più importante del XVIII secolo fu la costruzione della strada a pedaggio da Longbridge Deverill e Maiden Bradley, che si collegava al Warminster Road Trust, fino a Bruton. Questa attraversava la parte bassa di Kilmington e superava Kingsettle Hill.
Tra la fine del XVIII e l'inizio del XIX secolo fu notevole sul territorio l'influenza della famiglia Hoare. Fino al 1816, l'annuale fiera di Kilmington si teneva sul terreno comune, ma quell'anno fu interrotta per ordine di Sir Richard Colt Hoare, signore del maniero. Il motivo era che ciò causava troppi disordini e disagi durante il periodo del raccolto. Tuttavia la popolazione locale ne aveva beneficiato sino a due anni prima quando, nel 1814, i terreni comuni e incolti furono recintati. Le persone più povere ottennero ampi giardini per le loro case dai 166 acri di terreno suddivisi tra gli abitanti più ricchi. Nel 1831, la parrocchia contava 156 famiglie che vivevano in 124 case. La popolazione totale era di 580 persone, di cui 269 maschi e 311 femmine. La popolazione raggiunse il suo picco nel 1851 con 640 residenti, ma poi iniziò a diminuire. La depressione agricola degli anni settanta del XIX secolo colpì duramente Kilmington e la popolazione diminuì notevolmente. Nonostante ciò nel 1878 la parrocchia continuava a sostenere numerose attività. Di particolare importanza furono, in quella fase storica, undici agricoltori per le loro attività a sostegno dell'economia locale, autorizzati del Red Lion. Il calo demografico portò tuttavia alla chiusura di molti negozi. Nel 1899 c'erano solo un droghiere, un commerciante di tessuti, un negoziante, un macellaio e un fornaio. C'erano anche due fabbri, un carbonaio, un carradore, un falegname e un lattaio. Un muratore e un costruttore erano stati aggiunti all'elenco delle attività, e il Red Lion era aperto.
La popolazione continuò a diminuire nel XX secolo e, a differenza di molti villaggi vicini, Kilmington non vide un aumento nella seconda metà del secolo, quando in molti si poterono comprare un'automobile. C'erano 327 abitanti nel 1901, 312 nel 1931 e un picco di 323 nel 1951, ma scesero a 288 nel 1991 e furono solo 292 nel 2001. Nel 1921 Sir Henry Hoare vendette le porzioni periferiche delle sue tenute, principalmente piccoli cottage e pascoli, e gli acquirenti tendevano a demolire i cottage e costruire case e bungalow. Ciò significa che molte delle case recenti risalgono agli anni venti e trenta. Le fattorie vennero divise dopo il 1899 poiché nel 1939 c'erano 17 agricoltori che coltivavano oltre 150 acri e 13, molti a Norton Ferris, con fattorie più piccole. All'epoca, le attività commerciali includevano un'impresa edile, una stazione di servizio e un ufficio postale. C'erano anche due allevatori di pollame, un piccolo proprietario terriero, una scuola privata e il Red Lion. Nel 1939, i bambini del posto che frequentavano la scuola del villaggio erano in inferiorità numerica rispetto agli sfollati di Portsmouth. Dopo la seconda guerra mondiale una segheria era ancora in funzione e chiuse i battenti nel 1984. Su Kilmington Road furono costruiti appartamenti e case popolari. Il National Trust rimodernò le Silk Houses e trasformò i sei cottage in tre. All'inizio degli anni settanta tutte le proprietà ricevevano l'acqua dalla rete idrica. Fino ad allora, molti cottage si affidavano a pozzi profondi, mentre altri erano riforniti da un bacino idrico che serviva sia Stourton che Kilmington. Quando fu allacciata la rete idrica, molti abitanti del villaggio si lamentarono del cambiamento di gusto. All'inizio degli anni ottanta fu costruito il campo da gioco del villaggio e l'affitto fu pagato con i proventi della lotteria del villaggio.

## Monumenti e luoghi d'interesse

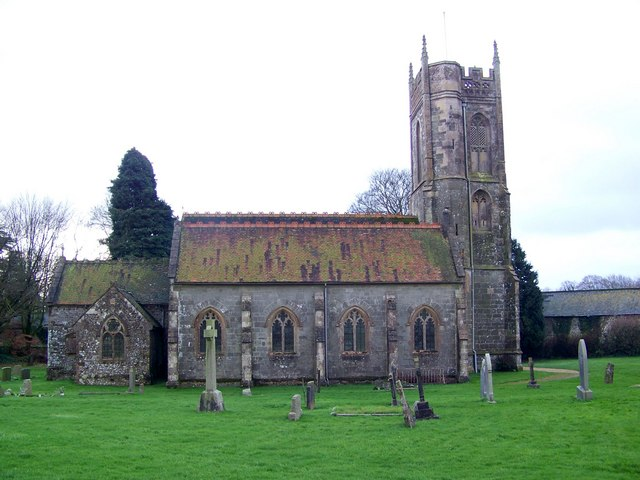
Chiesa di Santa Maria Vergine

Nel territorio di Kilmington vi sono vari luoghi degni di interesse. 
- Chiesa di Santa Maria Vergine (in inglese Church of St Mary the Virgin). Il più antico elemento rimasto nella chiesa è un arco del XIV secolo tra la navata e la cappella sud, poiché il presbiterio, la navata centrale e la navata laterale nord furono ricostruiti negli anni sessanta del XIX secolo. La torre merlata del XV secolo è in stile gotico inglese. La cappella Hartgill si trova sul lato nord della navata e nella chiesa si trovano monumenti commemorativi risalenti ai secoli XVI, XVII e XVIII. Negli anni trenta del XIX secolo si annotò che nel presbiterio non c'era una finestra orientale ma che tuttavia la chiesa era normalmente dotata di banchi. Il presbiterio fu ricostruito nel 1864 e il resto della chiesa, ad eccezione della torre, nel 1869. Il costo di quest'ultima fu di 1.640 sterline e la ricostruzione fornì posti a sedere per 170 persone. La torre fu restaurata nel 1903 da C.E. Ponting e all'epoca vi erano due campane. In precedenza ce n'erano tre, ma poi ne rimase solo una. Vi sono un pulpito poligonale in legno, su un piedistallo in pietra, e una litania, entrambi composti da pezzi del XVII secolo. Il fonte battesimale ottagonale in pietra è del XIX secolo e una meridiana antica, illustrata nella "Storia del Somerset" di J. Collinson, fu spostata nella canonica di inizio XIX secolo e sostituita alla fine degli anni '80. I registri parrocchiali dei battesimi del 1596 e di matrimoni e sepolture del 1582, oltre a quelli in uso, sono conservati presso il Wiltshire and Swindon History Centre. La chiesa anglicana appartiene alla diocesi di Salisbury e dal 6 gennaio 1966 è considerata un monumento classificato di secondo grado per il suo particolare interesse storico e architettonico.[7][8][9]
- Cappella metodista wesleyana. Fu costruita nel 1847 in pietra calcarea levigata, con un tetto in ardesia gallese. Sul ciglio della strada fu costruita anche una piccola casa per il custode, in pietra e ardesia. La cappella rimase aperta fino al 1972 e nel 1984 poi andò in rovina sino ad essere in seguito ristrutturata.[3]

## Geografia antropica
Oltre al villaggio principale, sono presenti le frazioni di Kilmington Common e Norton Ferris.